# 宋汝梅
宋汝梅（?—?）字逸先，山西省平定縣人。中华民国政治人物。

## 生平
中华民国成立后，1912年宋汝梅任北京临时参议院议员。
1919年五四运动期间，林森致函中国国民党党员、国民外交后援会副会长宋汝梅，表示北京学生的爱国行为令人钦佩。
1928年，宋汝梅自称南京国民政府内政部接收东陵委员，赴马兰峪清东陵带走了祭器库的一些文物。当时孙殿英东陵盗宝案刚发生不久，南京国民政府令北平的国民政府接收委员会指派刘人瑞、张宗海、俞奋、谭肖岩等四名委员到马兰峪，接收东陵一切事宜。四名委员抵达清东陵后，才发现此前已有宋汝梅假冒南京国民政府内政部官员接收东陵一切事宜，并带走了库房文物若干。后宋汝梅逃跑，四名委员乃派警长到宋汝梅寓居的塔山三皇庙搜查并追回了一些文物，并将宋汝梅的副官以及三皇庙僧人押在警察局。此后，宋汝梅被追回，但拒不交出其余文物，最后宋汝梅回到北平。刘人瑞等人报告内政部后，内政部即派科长罗耀枢赴北平查办。1928年9月3日，内政部致电北平国民政府接收委员会称，
国民政府接收委员会勋鉴：顷阅九月一日《时报》载有尊处委员刘仁瑞报告，云在马兰峪见有内政部接收东陵委员宋汝梅手书之空白布告，并由守库队交出宋汝梅携物手条一纸，内载铜佛供花等物单开各件，已由塔山庙僧人交出若干。经查不敷，系由宋汝梅携出，有云小铜匾及铜对联确系宋汝梅携出去语。查本部前后奉令，从未派有宋汝梅其人。贵会如确切查明宋汝梅有盗物情事，请即就地扣留，并盼贵会将调查详情函知来部，以凭查办为祷。薛笃弼红印。
民国26年（1937年）10月，日军占领平定县城后，随即组织平定县治安维持会，宋汝梅任维持会会长。